# カーマゲドン
カーマゲドン(Carmageddon)は、イギリスのゲームソフト製作会社Stainless Gamesが開発し、同じくイギリスのSCiが販売したレースゲーム。2018年12月3日にはTHQ Nordicが版権を取得したと発表している。
ゲーム中の自由度が高く、コースを外れて街中を暴走し通行人を轢いたり建物を破壊することができるクライムアクションゲーム。

## 概要
数台のライバルカーと、市街地などでレースを行い決められたコースを時間内に周回するレースゲーム。ゲーム内容から残酷ゲームとして名が挙がることもある。
このゲームは、1975年劇場公開された「デス・レース2000年」からインスパイアを受けて作られた作品といわれている。
続編のカーマゲドン2、TDR2000では、一定の決められたミッションを時間内にクリアするモードが追加された。
ただし類似のゲームであるグランドセフトオートと異なり、プレイヤーが車から降りることはない。
制限時間は、レースでは市街地にいくつか存在するチェックポイントを通過することで増加する。
このゲームの特徴として、市街地を歩いている通行人を轢く、敵車を破壊することでボーナススコアと制限時間が付与される。歩行者の列に突っ込んで同時に多人数を轢く、芸術的な撥ね方をするなどでさらなるボーナススコアが得られる。

## シリーズ

### Carmageddon
- シリーズ第一作。レース主体のゲーム内容だが、実際にはライバルカーに衝突せず、通行人を死傷させずレースを終了することはかなり困難である。
- しばしばループやジャンプ台などアクロバティックなコースを走行する。
- レースのクリア条件は、通行人を全員殺害すること、規定回数コースを周回すること、ライバルカーを全車破壊することの内一つがランダムに選択される。

### Carmageddon 2
- シリーズ第二作。この作品から、一定のミッションをクリアすることで次のステージに進めるミッションモードが加わる。
- PC版はWindows XPのDirect3Dとの相性問題があり、XPで動作させるにはGlide Wrapperなどのフリーソフトが必要となる。
- 2013年においてGOG.comにてXP以降のOSで動作可能なバージョンが販売されている。
- Nintendo64においては、Carmageddon64として後述のゾンビ版程度まで残酷表現を緩和した形で発売されたがゲーム雑誌等での評価は全般的に低調であった。

### Carmageddon TDR 2000
- シリーズ第三作。ミッションモードはさらに複雑化。一方で、通行人を撥ねたときのボーナスポイントが前作に比べ低く、レースの難易度が高くなっている。ネットワーク対戦にも対応する。
- タイトルは上記アメリカ映画の"The Death Race 2000"より。登場する車は40種類以上[2]。
- 舞台となるのは核戦争などで多くの人命が失われ、モラルが完全に喪失してしまった世界。独裁的に君臨するひと握りの権力者たちは、抑圧されている民衆の不満をそらすため、残虐なショーを考案する。より多くの殺戮と破壊を行った者が勝者となる恐怖のゲーム「デスレース」だった[2]。

### Carmageddon 4
- SCiより2004年春ごろに開発発表されたが、その後開発延期となった。

### Carmageddon: Reincarnation
- 開発元のStainless Gamesにより2011年6月1日、開発発表された。キックスターターやゲーム開発者からの資金援助を受け2014年Q1にSteamでアーリーリリース。2015年5月21日に正式に発売された。

### Carmageddon: Max Damage
- Carmageddon: Reincarnationのバージョンアップ版というべき内容で、PS4/Xbox One向けに2016年7月に発売、同年10月28日にはSteamでも発売された。日本で発売されているのはSteam版のみ。

## 暴力表現規制への対応
ゲームとしてはレースの形態をとるが、実際には自動車を使った無差別殺人をゲーム中で行うことができる。このことから暴力表現規制による年齢制限の対象となる。
日本でも下関通り魔殺人事件や仙台アーケード街トラック暴走事件など自動車を用いた無差別殺人事件が発生しており、同種のゲームであるグランドセフトオートへの批判が強まるなか、規制に適合した形での販売が求められた。
このため、カーマゲドン2の日本国内版においては、成人指定で赤い血が表現されるブラッド版と、血の色や通行人のグラフィックを差し替えた全年齢版が併売された。
日本国外においては、ゾンビ版やロボット版が各国のビデオゲーム暴力表現規制にあわせた形で発売された。